# Hronské Kosihy
Hronské Kosihy este o comună slovacă, aflată în districtul Levice din regiunea Nitra. Localitatea se află la altitudinea de 170 m deasupra n.m., se întinde pe o suprafață de 7,09 km2 și în 2017 număra 708 locuitori.

## Istoric
Localitatea Hronské Kosihy este atestată documentar din 1294.

## Demografie
| An:                | 1994 | 2004   | 2014   | 2024    |
| ------------------ | ---- | ------ | ------ | ------- |
| Număr de persoane: | 660  | 670    | 679    | 790     |
| Diferență:         |      | +1,51% | +1,34% | +16,34% |

| An:                | 2023 | 2024   |
| ------------------ | ---- | ------ |
| Număr de persoane: | 792  | 790    |
| Diferență:         |      | −0,25% |